# Kromek Sándor
Kromek Sándor (Salgótarján, 1937. július 21. – Pécs, 2019. február 4.) magyar kémia–fizika szakos gimnáziumi tanár.

## Élete
A Madách Imre Gimnáziumban végzett Salgótarjánban, 1955-ben. Egyetemi tanulmányait 1957-62 között Debrecen a KLTE TTK-n, kémia-fizika szakon végezte.
1962-97 között a Nagy Lajos Gimnáziumban, Pécsett dolgozott kémia-fizika szakos tanárként, 1997-től óraadó tanárként. 1995-98 JPTE TTK Általános Kémiai Tanszék gyakorlatvezetője, 1998-2003 PTE TTK Analitikai Tanszék óraadója és gyakorlatvezetője.
Kidolgozója a kémia tagozatos gimnáziumi tananyagnak, középiskolai tantervének, és praktikum oldalán, az elektrokémiai tananyagnak. Több kémiai tankönyv, példatár társszerzője; nevelő-oktató tevékenységének súlypontját a felsőoktatási továbbtanulásra való felkészítés és a tehetséggondozás jelentette.
Pályája során több mint 70 diákja ért el OKTV helyezést, de tanítványai a Ki miben tudósban, a Nemzetközi Kémiai Diákolimpiákon, az Irinyi János Középiskolai Kémiaversenyeken, a Tudományos Diákkörök Országos Konferenciáin, a Kémikus Diákszimpóziumon, a Dunántúli Ifjú Kémikusok versenyein is számtalan rangos helyet vívtak ki maguknak.
Mindezek mellett eredményes kosárlabdázó karriert futott be. 1950-54 között a Salgótarján Bányász SK, 1954-ben a Salgótarján Vasas SE NB II-es csapatának játékosa volt, majd, 1957-ben a DEAC, 1962-67 között a PVSK NB I-es csapatának tagja volt. 1967-72 között a Pécsi Postás SK igazolt kosárlabdázója volt. A kosárlabda mellett az operamuzsika, filmművészet, színház, olvasás a hobbija.

## Művei
- Kémiai anyagvizsgálat IV. osztály I. rész (1976)
- Kémiai kísérletgyűjtemény III-IV. osztály (1984)
- Összefoglaló feladatgyűjtemény kémiából (1998)
- Korróziós cellák, lokálelemek videoprojektorral történő élő kísérletes bemutatása. XXI. Kémiatanári Konferencia 2004, Pécs (szerzőtárs: Szabó Ákos)

## Díjai, elismerései
- Oktatási Miniszteri Dicséret (1968, 1976)
- Kiváló Tanári Cím (1977)
- Ötvös László-díj (több alkalommal)
- Szentgyörgyi Albert-díj (1990)
- Apáczai Csere János-díj (1992)
- Aranykatedra-díj (1997)
- Pécs Város Oktatási Díja (2003)
- Szent Gellért-érdemérem arany fokozata
- Rátz Tanár Úr-életműdíj (2008)

## Tagságai
- Magyar Kémikusok Egyesülete
- MTA PTB Kémiai Szakcsoport

## Nyelvismerete
- német
- orosz